# TE-Puffer
TE-Puffer ist ein biochemischer Puffer, der aus einer wässrigen Lösung von TRIS und EDTA besteht.

## Eigenschaften
TE-Puffer enthalten meist eine Konzentration an TRIS zwischen 10 und 100 mM und einer Konzentration von EDTA zwischen 5 und 10 mM. Das EDTA wirkt neben der Einstellung des pH-Werts auf 7 bis 8 zusätzlich als Chelator für zweiwertige Kationen wie z. B. Calcium-, Magnesium- und Zinkionen, die Cofaktoren für verschiedene abbauende Enzyme wie Nukleasen und Metalloproteasen sind, wodurch diese gehemmt werden. Daher eignet sich TE-Puffer als Lagerlösung für DNA, z. B. nach einer DNA-Reinigung. Der EDTA-Anteil hemmt auch verschiedene andere DNA-modifizierende Enzyme mit divalenten Kationen wie DNA-Polymerasen, weshalb meistens die DNA und somit auch das EDTA vor einer Polymerasekettenreaktion oder einer isothermalen DNA-Amplifikation mit bidestilliertem Wasser unter 1 mM EDTA verdünnt wird, da die typische Magnesiumionenkonzentration dort bei 2 bis 3 mM liegt und weniger als 1 mM EDTA genügend Magnesiumionen übrig lässt.
Eine Modifikation des TE-Puffers ist der TSE-Puffer, der zusätzlich Natriumchlorid enthält. Ähnlich zum TE-Puffer zusammengesetzte Puffer sind der TAE-Puffer und der TBE-Puffer, die zur Agarose-Gelelektrophorese verwendet werden.